# Шарпс (пушка)
Шарпсова пушка (енгл. Sharps rifle), рана спорометна пушка острагуша произведена 1848. у САД.

## Карактеристике
Американац Кристијан Шарпс (Christian Sharps) је 1848. конструисао затварач у облику масивног блока, који је при отварању и затварању клизио управно (одоздо) на осу цеви.
Први модел Шарпсове пушке, конструисан 1848, пуњен је папирним или платненим фишецима и опаљиван класичним табаном на капислу. Пушка је имала масивни блок затварач, са пистоном (цевчицом) за капислу на горњој страни десно, који се повлачио надоле потискивањем полуге испод кундака која је уједно служила као штитник обарача. 
Повлачење полуге и затварача наниже отварало је барутну комору, тако да се у њу могао убацити папирни (или платнени) фишек (слично као код српске гриноваче). Повлачење полуге навише подизало је блок затварача и затварало барутну комору, док је оштрица на предњој страни затварача расецала задњи крај фишека и тако отварала барут у комори ватри каписле, која се опаљивала класичним орозом. Овај веома једноставан и чврст механизам сматра се најбољом пушком острагушом на папирну муницију икада направљеном. Ове пушке су са мањим модификацијама остале у производњи од 1848. до 1865. и биле су масовно коришћене у Америчком грађанском рату.
Са масовним усвајањем сједињеног метка са металном чахуром у САД после 1865, конструисан је нови модел пушке Шарпс М1874 који се пунио сједињеним метком са централним паљењем. Механизам пушке је у основи остао исти, само је пистон у затварачу замењен ударном иглом, која је и даље активирана ударцем ороза, као код старих капислара.